# Brokmånspindel
Brokmånspindel (Liocranum rupicola) är en spindelart som först beskrevs av Charles Athanase Walckenaer 1830.  Brokmånspindel ingår i släktet Liocranum och familjen månspindlar. Arten är reproducerande i Sverige. Inga underarter finns listade.